# Argentinië op de Olympische Winterspelen 2018
Argentinië was een van de deelnemende landen aan de Olympische Winterspelen 2018 in Pyeongchang, Zuid-Korea.

## Deelnemers en resultaten

### Alpineskiën
Mannen
| Olympiër            | Onderdeel    | Resultaat | Prestatie             |
| ------------------- | ------------ | --------- | --------------------- |
| Sebastiano Gastaldi | reuzenslalom | DNF-1     | run 1: niet gefinisht |

Vrouwen
| Olympiër       | Onderdeel    | Resultaat | Prestatie                                                          |
| -------------- | ------------ | --------- | ------------------------------------------------------------------ |
| Nicol Gastaldi | reuzenslalom | 42e       | run 1: 1.18,06 (44e) run 2: 1.15,38 (43e) totaal: 2.33,44 (+13,42) |
| Nicol Gastaldi | slalom       | DNF-1     | run 1: niet gefinisht                                              |

### Langlaufen
Mannen
| Olympiër       | Onderdeel         | Resultaat | Prestatie         |
| -------------- | ----------------- | --------- | ----------------- |
| Matìas Zuloaga | 15 km vrije stijl | 100e      | 42.27,5 (+8.43,6) |

Vrouwen
| Olympiër                | Onderdeel         | Resultaat | Prestatie         |
| ----------------------- | ----------------- | --------- | ----------------- |
| Maria Cecilia Domínguez | 10 km vrije stijl | 87e       | 34.16,1 (+9.15,6) |

### Rodelen
Vrouwen
| Olympiër               | Onderdeel | Resultaat | Prestatie                                                                    |
| ---------------------- | --------- | --------- | ---------------------------------------------------------------------------- |
| Verónica Maria Ravenna | vrouwen   | 24e       | run 1: 47,175 (22e) run 2: 47,788 (26e) run 3: 47,739 (24e) totaal: 2.22,702 |

### Snowboarden
Mannen
| Olympiër        | Onderdeel      | Resultaat | Prestatie                                                                                         |
| --------------- | -------------- | --------- | ------------------------------------------------------------------------------------------------- |
| Mathias Schmitt | big air        | 15e       | kwalificatieronde: 15e run 1: 51,75 punten run 2: 23,00 punten                                    |
| Mathias Schmitt | slopestyle     | 24e       | kwalificatieronde: 12e run 1: 50,86 punten run 2: 20,68 punten                                    |
| Steven Williams | snowboardcross | 30e       | kwalificatieronde: 29e run 1: 1.17,12 (34e) run 2: 1.15,35 (5e) finaleronde: achtste finale 3: 4e |